# Chicuarotes
Chicuarotes és una pel·lícula mexicana dirigida per Gael García Bernal. Es va estrenar a les projeccions especials del 72è Festival Internacional de Cinema de Canes del 2019 i es va projectar a Mèxic el 27 de juny d'aquest mateix any. És la segona pel·lícula de Gael García com a director amb el guió d'Augusto Mendoza. També fou projectada a la secció Contemporary World Cinema del Festival Internacional de Cinema de Toronto de 2019. També formà part de la selecció oficial del Festival Internacional de Cinema de Xangai de 2019.

## Producció
La pel·lícula es va rodar al poble de San Gregorio Atlapulco en l'alcaldia de Xochimilco en la Ciutat de Mèxic. El rodatge va començar just després dels sismes de 2017, sent aquest poble d'un dels més afectats, la critica va ser rebuda com a positiva.

## Argument
El "Cagalera" i el "Moloteco" són dos joves que busquen sortir de la pobresa que abunda al poble de San Gregorio Atlapulco. Tracten d'aconseguir una mica de diners amb una rutina d'acudits caracteritzats de pallassos al transport públic. Atès que no aconsegueixen molts diners, decideixen assaltar als passatgers.
Així és com comencen a cometre una sèrie de delictes menors intentant ajuntar diners per a comprar una plaça en el sindicat d'electricistes. Els seus intents es veuen frustrats i els seus actes delictius culminen amb un segrest en un intent per aconseguir els diners que els permeti anar-se del seu poble i tenir una millor vida.

## Repartiment
- Benny Emmanuel com "el Cagalera".
- Gabriel Carbajal com "el Moloteco".
- Leidi Gutiérrez com Sugheili.
- Esmeralda Ortiz com la germana del "Cagalera".(Guily)
- Dolores Heredia com "Tonchi".
- Daniel Giménez Cacho com "el Chillamil".
- Enoc Leaño com "Baturro".